# En el nombre del abuelo

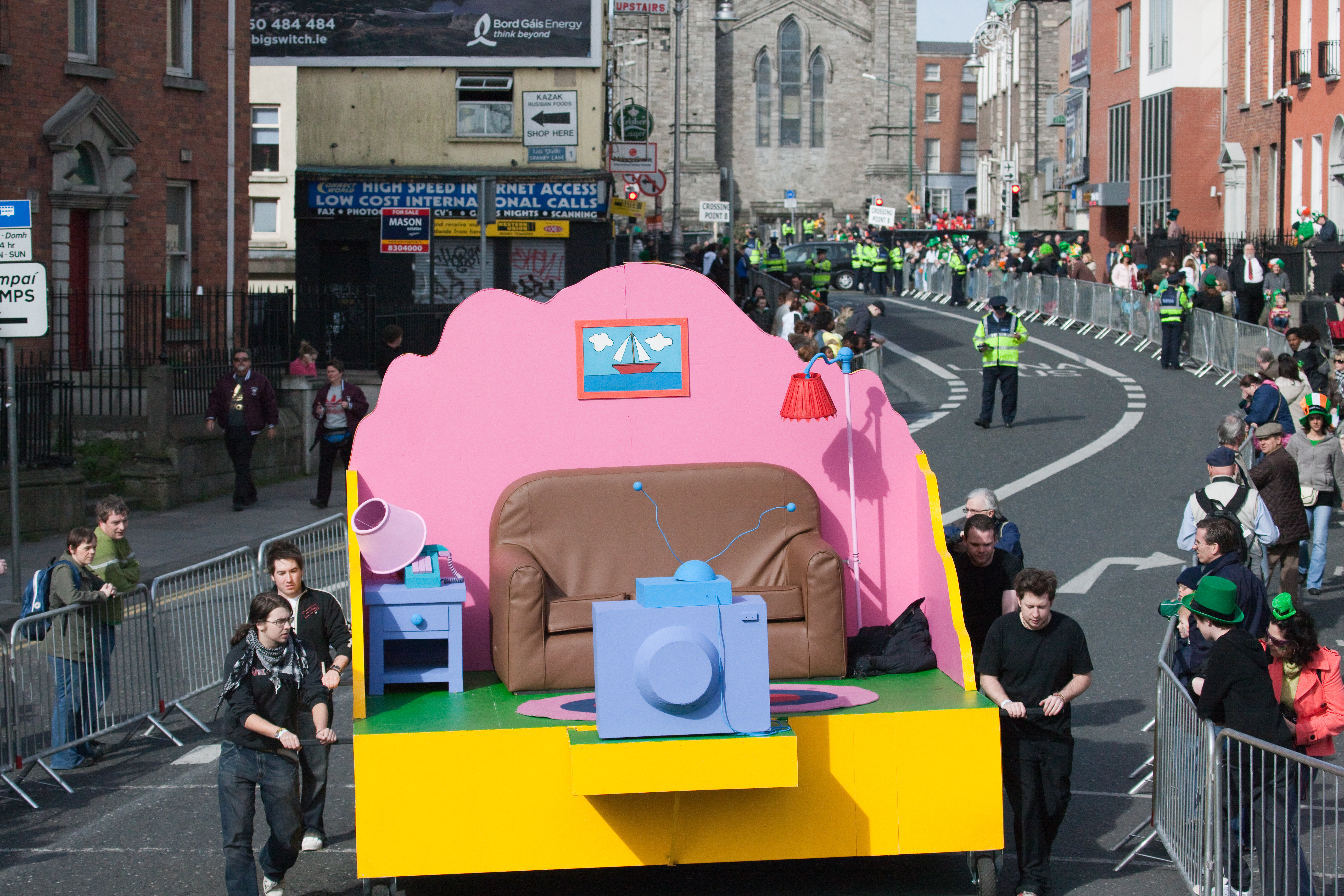
El carro alegórico de Los Simpson en el desfile del Día de San Patricio de 2009 en Dublín.

«En el nombre del abuelo», titulado «In the Name of the Grandfather» en su versión original, es el decimocuarto episodio de la vigésima temporada de la serie de televisión de dibujos animados Los Simpson. Se estrenó en exclusiva para Irlanda y Reino Unido el día 17 de marzo de 2009 (Día de San Patricio) y en los Estados Unidos el 22 de marzo del mismo año, siendo el primer episodio de la serie en estrenarse en Europa antes que en su país natal.Su estreno en Hispanoamérica fue el 19 de julio de 2009. 
El argumento cuenta como los Simpson compran un jacuzzi y pasan tanto tiempo de relax en él que se olvidan de Abraham Simpson. Homer decide hacer en compensación lo que quiera el abuelo, quien recuerda el pub O'Flanagan de Irlanda, donde una vez tuvo la mejor noche de su vida, de modo que los Simpson viajan a dicho país. Marge, Bart y Lisa visitan varios lugares de la isla, mientras Homer y el abuelo compran el pub O'Flanagan durante una noche de borrachera y pronto descubren que estos locales ya no son populares en Irlanda.
«In the Name of the Grandfather» fue dirigido por Ralph Sosa y fue el primer episodio de la serie en ser escrito por Matt Marshall. Este lanzó la idea en 2007 y el guion estaba listo para ser leído un año más tarde, pero la huelga de guionistas de Hollywood retrasó el trabajo en el episodio. Descrito por el productor ejecutivo Al Jean como «una cariñosa carta de amor a Irlanda», el episodio fue inspirado por un artículo de The New York Times sobre los efectos de la prohibición de fumar establecida en los pubs de Irlanda. Las estrellas invitadas en el episodio fueron Colm Meaney como Tom O'Flanagan, Glen Hansard como un músico de la calle y Markéta Irglová como una mujer de Europa oriental. Kenneth Branagh y Kathy Ireland reportaron que tenían papeles en el episodio, pero finalmente no aparecieron. «In the Name of the Grandfather» contiene numerosas parodias sobre la cultura irlandesa, incluyendo paisajes como la Calzada del Gigante y el Castillo de Blarney, James Joyce, Bloomsday, duendes, la cerveza Guinness, Riverdance, el grupo de música U2 y la película Once.
La emisión especial del episodio en Irlanda era parte del especial «Los mejores 20 años de la historia», que conmemoró el vigésimo aniversario de la serie. Para promover la emisión, Al Jean, James L. Brooks y Nancy Cartwright visitaron Irlanda y participaron en el desfile del Día de San Patricio en Dublín. La mayor parte de los críticos irlandeses coincidieron en que las bromas sobre su nación fueron buenas, pero en general lo consideraron un episodio normal. La primera emisión en la cadena Sky 1 de Irlanda fue vista por 511 000 espectadores, con un 33 % del share, lo que la convirtió en la emisión más vista en dicho país. En el Reino Unido fue visto por 957 000 espectadores, con un 4,7 % del share. La primera transmisión del episodio en la Fox de los Estados Unidos fue vista por 6,15 millones de espectadores, con un 3,6 % del share y terminando en el tercer lugar de su horario y en el segundo más visto de Fox durante la noche.

## Recepción

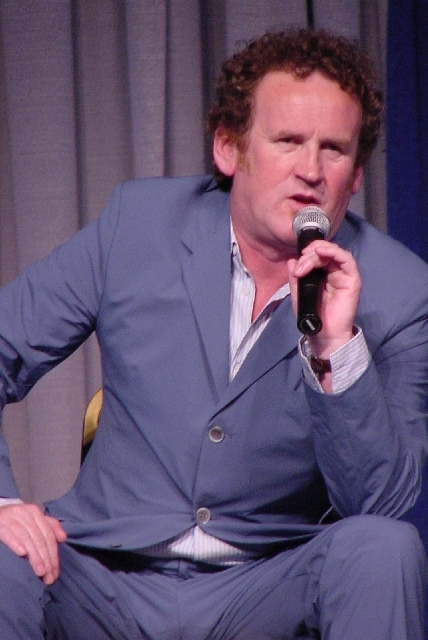
Colm Meaney fue una de las estrellas invitadas, como Tom O’Flanagan.

## Argumento

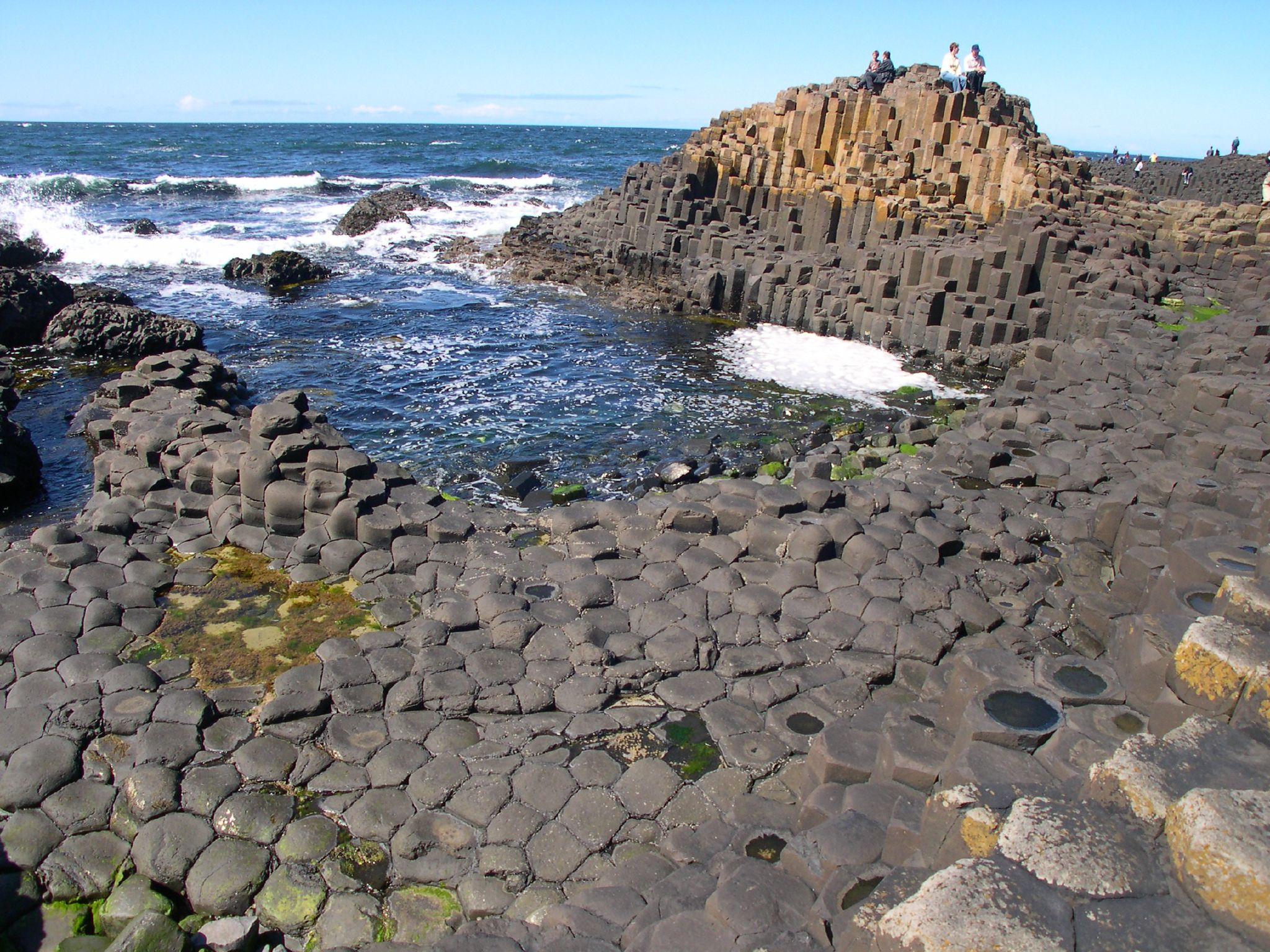
La Calzada del Gigante es uno de los lugares visitados en el episodio.

El episodio comienza cuando la familia Simpson visita una feria de elementos para la casa y el jardín y deciden comprar un jacuzzi. Pasan horas sumergidos en el agua caliente y se relajan tanto que se olvidan de visitar al abuelo Simpson en un evento familiar. El abuelo, enojado, desconecta y destruye el jacuzzi. Homer decide compensarlo por su falta haciendo lo que el abuelo quiera. Este recuerda un pub en Dunkilderry (Irlanda) llamado O'Flanagan's, en donde dice que había tenido la mejor noche de su vida hacía muchos años. Homer decide llevar al abuelo allí para tomar un trago. Cuando la familia llega, se da cuenta de que Irlanda se ha convertido en un país comercializado y tecnológico de consumidores y adictos al trabajo. El pub mismo ha caído en bancarrota y sus patrones ya no tienen interés en la bebida. El dueño del pub, Tom O'Flanagan, se muestra feliz de volver a tener clientes. Homer y el abuelo se sientan en el pub y comienzan a beber mientras que Marge, Bart y Lisa visitan varios paisajes irlandeses. Van a la Calzada del Gigante, al Castillo de Blarney, a la cervecería Guinness y a Dublín.
Luego de una larga noche de bebidas, Homer y el abuelo se despiertan y descubren que han adquirido el pub de Tom O'Flanagan durante su borrachera. Cambian el nombre del bar y tratan de seguir teniéndolo, pero no obtienen beneficios porque los pubs ya no son populares. Homer le pide ayuda a Moe Szyslak, quien le sugiere que acepte personas que hiciesen acciones ilegales en su pub. Descubren que fumar es ilegal en los pubs irlandeses y Moe le dice a los Simpson que permitan fumar allí. Hacen un intento, pero las autoridades irlandesas les clausuran. Como castigo, Homer y el abuelo son deportados de regreso a Estados Unidos luego de pagar una multa.

## Producción

### Guion
«In the Name of the Grandfather» fue el primer episodio escrito por Matt Marshall, quien anteriormente había trabajado en el programa como asistente de los guionistas. En 2007 tuvo la idea de que el abuelo sea olvidado y que los Simpson lo llevasen a Irlanda. El libreto estuvo listo para una primera lectura a finales de ese mismo año, pero la huelga de escritores demoró el trabajo en el episodio. El productor ejecutivo Al Jean dijo que el episodio pretendía ser «una carta de amor y cariño hacia Irlanda» y añadió que «está basado en experiencias personales mías y de muchos otros guionistas de Los Simpson que tienen ascendencia irlandesa y, en una visita reciente, encontraron muy diferente el país, mucho más tecnológico». Según James L. Brooks, la historia también fue influenciada por un artículo de The New York Times sobre los efectos de la prohibición de fumar en los bares irlandeses.
Algunos episodios previos en donde los Simpson visitan otros países sufrieron controversia. Por ejemplo, los Simpson viajaron a Australia en Bart contra Australia (sexta temporada, 1995) y a Brasil en La culpa es de Lisa (decimotercera temporada, 2002) y ambos episodios generaron controversia y reacciones negativas en dichos países. En el último caso, el gobierno de Río de Janeiro, quien dijo que la ciudad había sido descrita como cuna de criminales, secuestros, pobreza e infestada de monos y ratas, llegó a amenazar a la Fox con iniciar acciones legales. Cuando le preguntaron si pensaba que este episodio sufriría una controversia similar, Al Jean contestó «Soy irlandés-americano y sé que los irlandeses tienen un gran sentido del humor, por lo que no estamos muy preocupados»".

### Reparto

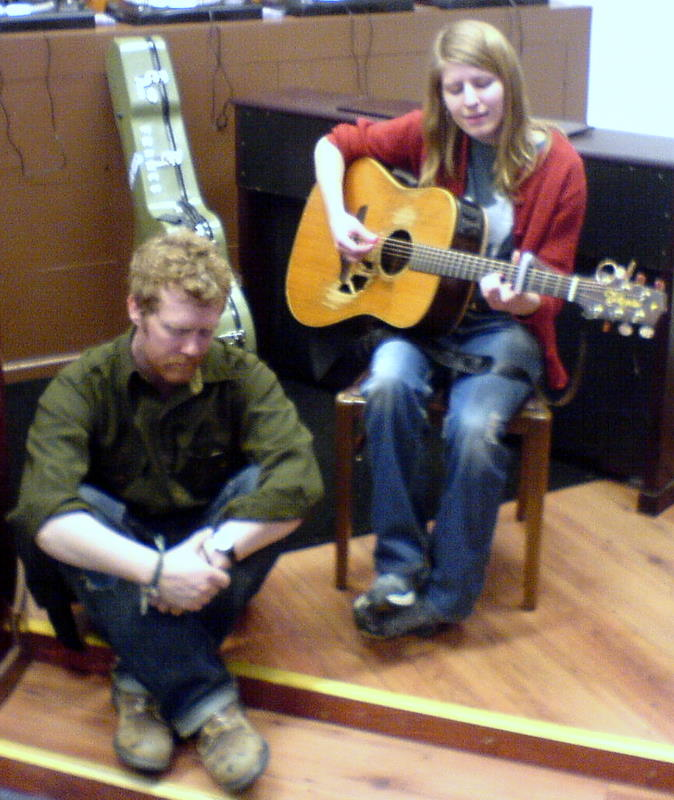
Glen Hansard y Markéta Irglová recrearon sus papeles en Once.

Colm Meaney interpretó a Tom O'Flanagan. Al Jean pensó que Meaney era «simplemente perfecto para la voz». Además, Glen Hansard y Markéta Irglová recrearon sus papeles como un músico callejero y como una mujer del este de Europa, respectivamente, de la película Once. Grabaron sus diálogos en octubre de 2008 en Los Ángeles durante su gira por los Estados Unidos.
En una entrevista de septiembre de 2008, Jean dijo que Kenneth Branagh participaría como estrella invitada prestando su voz al dueño del pub y que se había presentado a grabar su parte. Sin embargo, Branagh fue reemplazado por Meaney y no apareció en el episodio. Según una publicación oficial de Fox, Kathy Ireland iba a tener un cameo interpretándose a sí misma y aunque en el libreto final aparecía y decía unas palabras, finalmente no aceptó prestar su voz para el episodio.